# Białaczów
Białaczów je město v Polsku v Lodžském vojvodství v okrese Opoczno. Je sídlem stejnojmenné městsko-vesnické gminy. Leží v centrální části země, přibližně 10 km jižně od Opoczna a 79 km od sídla vojvodství, Lodže. Historicky město přináleželo do Malopolska. V roce 2024 zde žilo 1 084 obyvatel.

## Historie
Ve 13. století byla obec Białaczów majetkem slezského rodu Odrowążů a následně rodu Białaczowských, v 18. století (od roku 1727) a v 19. století pak patřila rodu Małachowských. Městská práva získala v roce 1456. V rámci Polského království náležel Białaczów do opoczynského okresu sandoměřského vojvodství v Malopolsku. Białaczów byl městem v soukromém vlastnictví a v průběhu staletí několikrát měnil majitele. Nejvýznamnšjím z nich byl na přelomu 18. a 19. století Stanisław Małachowski, který v okolních vesnicích Parczow, Petrykozy a Żelazowice založil několik raně průmyslových závodů a venkovskému obyvatelstvu udělil vlastní práva. Znak města, sestávající ze spletených iniciál „S“ a „M“ ve zlaté barvě na modrém štítu, navrhl v roce 1787 rovněž Małachowski.

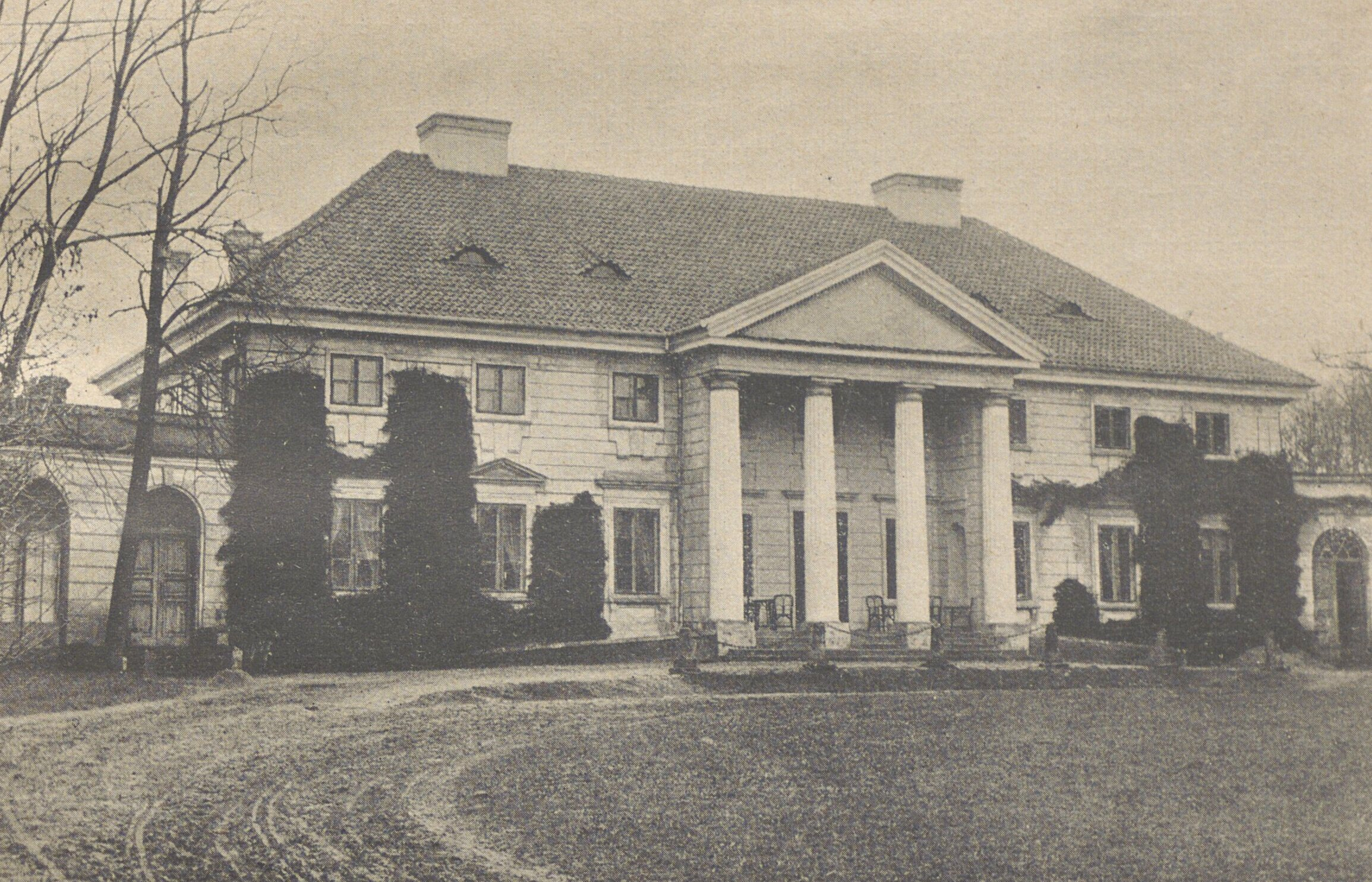
Budova paláce před rokem 1925

V roce 1795 se Białaczów v důsledku třetího dělení Polska ocitl na území Habsburské monarchie. Po polském vítězství v rakousko-polské válce roku 1809 byl opět připojen k Polsku a začleněn do krátkodobě existujícího Varšavského knížectví. Po jeho zániku v roce 1815 připadlo město Ruskem ovládanému Kongresovému Polsku. V roce 1870 byl, podobně jako mnoho dalších měst v severní Malopolsku, zbaven městských práv jako trest za vlasteneckou podporu obyvatel v protiruském lednovém povstání.
V meziválečném období během 20. století byl Białaczów součástí okresu Opoczno ve kielckém vojvodství. Podle sčítání lidu z roku 1921 měl Białaczów, společně s přilehlým železničním sídlištěm a zámeckým dvorem, 1 671 obyvatel, z nichž 95,5 % tvořili Poláci a 4,5 % Židé. Po společné německo-sovětské invazi do Polska, která v září 1939 zahájila druhou světovou válku, byl Białaczów obsazen německými vojsky, pod jejichž správou zůstal až do roku 1945.
14. července 2011 byla obec a její okolí postiženo bouří doprovázenou silným nárazovým větrem. Přibližně 260 budov v celé obci bylo zničeno nebo poškozeno.
Statut města byl Białaczówu obnoven 1. ledna 2024.

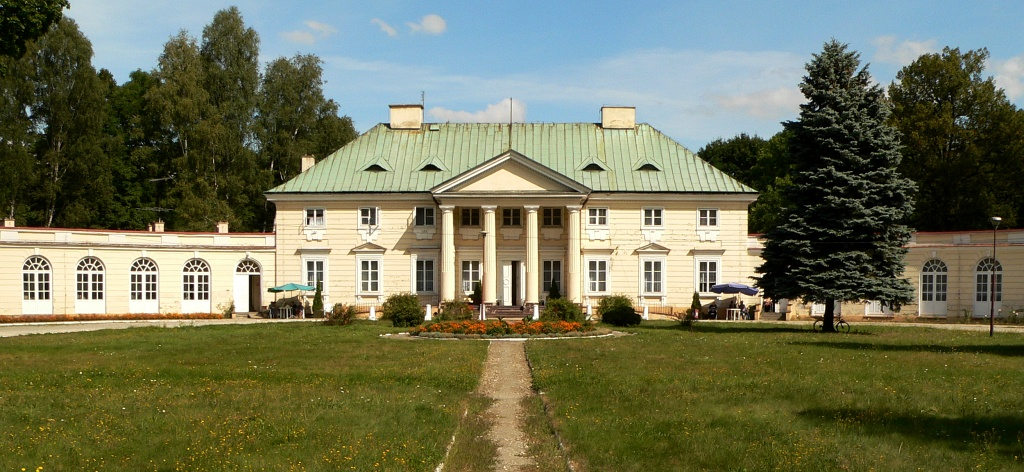
Klasicistní palác rodu Małachowských

## Památky
- Farní kostel – poprvé vystavěn ve 13. století, obnoven byl po požáru v roce 1511. Rozšířen v letech 1694–1696, následně přestavěn v letech 1870 a 1932.
- Klasicistní zámecký areál – vybudován v letech 1797–1800 z iniciativy Stanisława Małachowského. Tvořen je hlavní budovou propojenou čtvrtkruhovými galeriemi s vedlejšími objekty, dvěma pavilony a parkem. V zámeckém parku se nacházejí romantizující pseudostředověké zříceniny a oranžérie navržená architektem Franciszkiem Mariou Lancim. Park se vyznačuje bohatou dendrologickou skladbou, včetně tulipánovníků. V současnosti objekt slouží jako sídlo místního domova sociální péče. V 80. letech 20. století prošly zámecké budovy rozsáhlou rekonstrukcí, která jim navrátila původní reprezentativní vzhled; velkou zásluhu na přestavbě měla tehdejší ředitelka zařízení, Mgr. Waleria Barbara Budzyńská.
- Hospodářské budovy statku a palírna z přelomu 18. a 19. století.
- Radniční budova v klasicistním stylu z roku 1797.
- Budova hostince z počátku 19. století.
- Měšťanské domy na náměstí z doby na přelomu 18. a 19. století.

## Městské části
| SIMC    | Název       | Status     |
| ------- | ----------- | ---------- |
| 0536367 | Kowalów     | část města |
| 0536373 | Stanisławów | část města |
| 0536380 | Wygnanów    | část města |

## Osobnosti
- Jan Prandota (1200–1266), krakovský biskup z rodu Odrowążů
- Adolf Mułkowski (1812–1867), filolog, učitel
- Stanisław Jan Strąbski (1813–1857), knihtiskař
- Stefan Libiszowski (1887–1964), poslanec Sejmu v letech 1935 až 1938
- Zdzisław Kupisiński (* 1955), duchovní, profesor
- Szymon Pacyniak (* 1962), místní politik, bývalý starosta okresu Zhořelec

S městem jsou také spjaty i osobnosti, které se zde přímo nenarodily, např. kněz Henryk Karbownik – v Białczówě absolvoval 7. ročník základní školy, nebo hrabě Ludwik Jakub Małachowski, spjatý s rodem Małachowských.